# Deutschenschwemme
Deutschenschwemme ist ein ursprünglich für das Verhalten einiger Urlauber aus Deutschland geprägtes polemisches Schlagwort, das später in Österreich und der Schweiz unter anderem für die starke Nachfrage von „Numerus-clausus-Flüchtlingen“ aus Deutschland in der universitären Ausbildung verwendet wurde. In der Deutschschweiz wird der Ausdruck außerdem in Bezug auf den Arbeitsmarkt verwendet.

## Zur Begriffsgeschichte
Das Wort „Deutschenschwemme“ erschien schon in den 1970er-Jahren, damals im Zusammenhang mit dem bundesdeutschen Urlaubsverhalten. Der Lido di Jesolo, der „Teutonengrill“, und der sommerliche Urlaubsstau auf den Alpenübergängen wurden zu Symbolen der an gewissen Orten übermäßig gehäuft auftretenden Deutschen (letzteres seinerzeit in Österreich verbunden mit der Problematik der Gastarbeiterroute als fremdbestimmte Belastung).
Das Wiederaufleben des Begriffs im Zusammenhang mit Bildung findet sich dann im beginnenden 21. Jahrhundert – primär in Medien Deutschlands und erst ab Ende der 2000er auch in Österreich und der Schweiz.

## Studienplatznachfrage
Im Unterschied zu Österreich und der Schweiz – wo es das nur vereinzelt gibt – setzt Deutschland schon seit den 1970er-Jahren (Numerus-clausus-Urteil 1972) auf Zugangsbeschränkungen für Studienanfänger nach dem Notendurchschnitt der Studienberechtigung. Mit dem EU-Beitritt Österreichs (1995) und der zunehmenden Annäherung der Schweiz an EU-Freizügigkeiten (ab 2004) wie auch dem europaweiten Erasmus-Programm (ab 1987) zu Zusammenarbeit und Mobilität im Hochschulwesen, mit dem Bologna-Prozess (ab 1999) zur Vereinheitlichung der Studiensysteme und dem dadurch in Aufbau befindlichen Europäischen Hochschulraum entstand eine verstärkte Nachfrage bundesdeutscher Studieninteressierter und Arbeitsmigranten auf dem Bildungs- und Arbeitsmarkt dieser Länder statt.
1996 gingen 26 von 1000 deutschen Studierenden an Hochschulen ins Ausland, 2006 waren es knapp doppelt so viele, nämlich 48. 2008/2009 hatte Österreich mit 19,5 % den relativ größten Anteil an den deutschen Auslandsstudierenden, die Niederlande hatten 18,5 %, das Vereinigte Königreich 12,5 %, die Schweiz weiterhin 10,7 %, gefolgt von den Vereinigten Staaten, Frankreich und Australien.
Welche und wie stark diese und andere deutsche Nachbarländer konkret als Sprungbrett für eine Auslandskarriere dienen (Bildungsmigration), ein echtes Auswanderungs- oder zeitbegrenztes Gastland der Studierenden aus Deutschland darstellen (Arbeitsmigration), und welche primär der Umgehung des Numerus clausus dienen, ist noch nicht näher statistisch erhoben.
Seit 2009 lagen zumindest einzelne Zahlen zur Motivation der Menschen aus Deutschland, in den Nachbarländern zu studieren, vor: Nach einer Befragung in Österreich ist der Anlass primär die Hochschulsituation in ihrer deutschsprachigen Heimat, 35 % (also 1⁄3) gaben konkret an, keinen Studienplatz bekommen zu haben (Numerus-Clausus-Flucht zumindest als einer der Gründe).
Insbesondere zeigte sich, dass Deutschsprachige einen Grund, nicht in der Bundesrepublik Deutschland zu studieren (push-Faktor, bei 72,8 % der Befragten), überdurchschnittlich oft nannten, einen Grund, in Österreich studieren zu wollen (pull-Faktor, 72,1 %) unterdurchschnittlich oft, im Vergleich zu allen anderen Herkunftsländern jeweils mit stärkster Abweichung (Durchschnitt 62,4 % resp. 78,9 %;  in allen anderen Herkunftsgruppen überwiegen die Gründe, explizit nach Österreich kommen zu wollen, gegenüber den Emigrationsgründen).
Für die Nachbarländer bildet die Bildungsmigration eine bedeutende Belastung, die dann schlagend wird, wenn diese tatsächlich nur die Ausbildung nutzen, dann aber mit den Abschlüssen – durchwegs von gutem Ruf – sofort wieder in ihr Herkunftsland zurückkehren, weil das Prinzip der kostenlosen Studiengänge auf wirtschaftlicher Förderung des Landes durch freien Zugang zu Kompetenz beruht. Spitz formulierte dies 2012 Sebastian Kurz, ÖVP-Integrationsstaatssekretär: „Wir bilden junge Menschen mit Steuergeld bei uns in Österreich aus – aber arbeiten und Steuern zahlen tun sie dann woanders. Das ist nicht o. k.“.
Im Studienjahr 2011/12 verstärkte sich das Problem wesentlich: Durch die Verkürzung der Sekundarstufe auf 8 Jahre (Abitur nach Klasse 12) in Bayern und Niedersachsen gelangten nun in einem Jahr zwei Abiturjahrgänge auch auf den österreichischen und Schweizer Bildungsmarkt. Gleichzeitig fiel durch die Aussetzung der Wehrpflicht in Deutschland diese als Pufferung der Schulabgänger weg. Allein für Bayern rechnete man mit 76.000 Studienanfängern eines Hochschuljahrgangs.
Mehr als 30.000 Deutsche Studenten studierten im Studienjahr 2016/17 in Österreich. Dem gegenüber studierten nur 12.000 Österreicher in Deutschland.
Da 2013 weitere deutsche Bundesländer die verkürzte Schulzeit einführten, waren die Prognose dieser Zeit keinesfalls auf fallende Zuwanderung ausgerichtet. So vermutete man bis 2015 etwa 35.000 bis 60.000 zusätzliche Studienanfänger deutschlandweit allein durch den Wegfall der Wehrpflicht.

## Nationale Lage der Zielländer

### Österreich
Verstärkte Nachfrage Bundesdeutscher nach Studienplätzen in Österreich wurde nach dem EU-Beitritt 1995 registriert. Obschon damit und mit dem Anliegen von Bologna und Erasmus prinzipiell jedem EU-Bürger der EU-15-Staaten das Studieren in Österreich frei stand, wurde naturgemäß nur die stetig zunehmende Nachfrage von Studenten aus dem übrigen deutschen Sprachraum thematisiert, da sie so nicht erwartet wurde. Hörsäle wie Stand des Lehrkörpers waren auf den Schub an Immatrikulenten nicht eingerichtet.
Das eher traditionelle Schulsystem in Österreich stellt die Weichen für hochschulische Bildung schon relativ früh, mit dem Wechsel Unter- zu Oberstufe mit rund 14 Jahren – ein Umstand, der von fortschrittlichen Bildungspolitikern schon seit den 1970er-Jahren kritisch gesehen wird: Er unterscheidet die österreichische Bildung vom Leitbild der skandinavischen Modelle, erfordert dann aber wie dort keinerlei Hürden nach der Matura.
Dabei verzeichnet Österreich insgesamt neben den Fragen, die bundesdeutsche Studierende aufwerfen, auch bezüglich der anderen Herkunftsländer eine abnorm hohe Akademikerflucht (Brain drain). Neben der Abwanderung heimischer Akademiker ins Ausland bleiben beispielsweise auch nur etwa 16 % der Nicht-EU-Studierenden nach ihrem Hochschulabschluss in Österreich (Deutschland: 25 %, Kanada 33 %). (Kritik an der Abwanderung bezieht sich nicht auf die deutschen Südtiroler, die genauso behandelt werden wie alle anderen Deutschsprachigen in der EU.)
2001 führte Österreich als Reaktion auf steigende Ausländerimmatrikulation – aber auch wegen der angespannten Budgetlage im Bildungssektor nach den Schüssel-Sparpaketen und dem Paradigma der Selbstfinanzierung der Universitäten als Entstaatlichungsmaßnahme – Studiengebühren ein (363,36 Euro/Semester). Dies trug zwar zur Abwahl der ÖVP-FPÖ/BZÖ-Regierung 2006 bei („Bildungsnotstand“-Debatte), zeigte aber bezüglich der Nachfrage deutscher Erstsemester keinerlei Wirkung.
Nachfragedämpfende Maßnahmen erwiesen sich europarechtlich als schwierig: Ein Numerus clausus nach Herkunftslandprinzip, wo eine Studienzulassung in Österreich nur dann erteilt wurde, wenn diese dem Inskribenten auch in seinem Heimatland erteilt würde, um zumindest die echten Numerus-Clausus-Flüchtlinge aus dem österreichischen Bildungswesen fernzuhalten, wurde im Juli 2005 vom Europäischen Gerichtshof (EuGH) als Verstoß gegen Unionsrecht verworfen.
Bis 2006 war Österreich nach den Niederlanden und Großbritannien EU-weit auf Rang 3 der deutschen Bildungsmigration (14,4 % der deutschen Auslandsstudenten waren in Österreich immatrikuliert), 2007 rückte es auf Rang 2 (16,4 % /14.789 Personen) vor, 2008 mit 19,5 % (20.019 Personen) auf Rang 1.
2006 führte Österreich in Human- und Veterinärmedizin (Vetmeduni Vienna) – Numerus clausus auch in der Schweiz – und später auch in Psychologie und anderen Fächern eine Inländerquote ein, die auf 75 % Österreicher und Südtiroler, 20 % andere EU-Bürger und 5 % Drittlands-Ausländer (Nicht-EU-Angehörige) lautete (Landeskinderregelung).
Diese wurde von der EU bisher geduldet, wobei Österreich nachzuweisen hat, dass ohne die Inländerquote ein nationaler Medizinermangel droht, weil die in Österreich studierenden Ausländer sich kaum in Österreich niederlassen. So arbeiteten 2012 um die 1000 deutsche Ärzte in Österreich, aber 2500 österreichische Ärzte in Deutschland.
Außerdem gibt es vonseiten der Medizinischen Universitäten Wien und Innsbruck seit 2006/07 das mit der Schweiz gemeinsame Aufnahmeverfahren Eignungstest für das Medizinstudium (EMS) und in Graz eine Wissensprüfung des (österreichischen) Maturastoffes – für beide Zugangshürden gibt es inzwischen in Deutschland spezielle privatwirtschaftliche Vorbereitungstrainings. Psychologie wurde zum Hauptproblem, in Salzburg etwa waren 2009 drei Viertel aller Psychologie-Studenten Deutsche, Graz setzte 2010 das Fach überhaupt für 2 Jahre aus. Mit der Novelle 2009 des Universitätsgesetzes wurde der § 124b Ergänzende Bestimmungen für die Zulassung zu den vom deutschen Numerus Clausus betroffenen Studien eingeführt, der sich konkret auf Medizin, Psychologie, Tiermedizin und Zahnmedizin bezieht.
Zu einem weiteren behaupteten Schub kam es 2009/10, als die Studiengebühren 2008 kurz vor den Wahlen im September (SPÖ-„Fünf-Punkte-Programm“ gegen die Teuerung) per März 2009 wieder abgeschafft wurden. In keinem Zusammenhang hierzu standen die Ereignissen um die Besetzung des Audimax Wien („Die Uni brennt!“) des Herbst 2009. Die Proteste richteten sich gegen den Bologna-Prozess und standen im Kontakt mit gleichen Protestbewegungen in anderen EU-Staaten, darunter auch Deutschland. Parallel hierzu wurde von Rektorenseite darüber gesprochen, von der deutschen Bundesregierung Ausgleichszahlungen zu fordern; der österreichische Wissenschaftsminister Johannes Hahn lehnte das aber ab.
Mehrere österreichische Universitäten hatten beim Wissenschaftsministerium Anträge gestellt, um auf Basis des Notfallparagrafen (§ 124b Z.6 Univ.Gesetz 2002) Zulassungsbeschränkungen für besonders überlaufene Fächer einführen zu können. Für Herbst 2010 wurden für Publizistik- und Kommunikationswissenschaftsstudien solche Beschränkungen verordnet.
Von 2001 bis 2008 hat sich die Zahl der Deutschen von 5000 auf über 17.000 mehr als verdreifacht, die Gesamtzahl der Studenten war aber um weniger als ein Viertel gewachsen. Der Anteil der Deutschen an allen Studenten in Österreich war von 2,6 Prozent im Jahr 2000 auf 7,3 Prozent im Jahr 2009 angestiegen, und 9,7 Prozent 2013. Im Vergleich zu 2004 hatte sich 2009 die Zahl deutscher Studierender in nur fünf Jahren wieder verdreifacht, von 7.700 auf 24.000.
Allein 2008 gab es einen Anstieg um 35,4 Prozent (5.200 Personen) im Vergleich zum Vorjahr.
Im internationalen Vergleich rangierte Österreich – hinter Australien (21,5 %) und Vereinigtem Königreich (15,3 %) – mit 15,1 % ausländischer Studenten damit auf Rang 3 weltweit. Dabei hat sich in den letzten Jahren der Druck von den Gesundheitsberufen zunehmend auf wirtschaftliche Fächer (insbesondere BWL), das Jus-Studium und Architektur verlagert, aber auch Modefächer wie Publizistik, Theaterwissenschaften – die Medizinstudenten waren wegen der Zugangsregelungen in Österreich und der Schweiz nach Ungarn „abgewandert“, in ein Land, das mit recht hohen Studiengebühren über Studentenzulauf erfreut ist.
Man rechnete für das Semester 2011/12 mit zum gewohnten Anstieg zusätzlichen 10.000 Erstzulassungen,
nachdem etwa die WU Wien schon im Juli 200 % Zuwachs deutscher Anmeldungen gegenüber dem Vorjahr verzeichnete, bei den Masterstudiengängen kamen fast ein Drittel der Angemeldeten aus Deutschland, in Salzburg waren 43 % der Voranmeldungen Deutsche, und 39 % Österreicher. Tatsächlich hielten sich die Zahlen in Grenzen, und es immatrikulierten österreichweit etwa 6000 deutsche Neuanfänger, womit der Anteil an den Studienanfängern von 11,3 % im Vorjahr auf etwa 12,4 % stieg, an den Gesamtstudenten von 8,5 auf 9,2 % (25.773 Studierende). Dabei zeigt sich ein deutliches West-Süd-Gefälle, in Salzburg stieg in Ingenieurwissenschaften und Psychologie der Deutschenanteil auf fast 60 %, in Innsbruck kommen auf 17.500 Österreicher und Südtiroler heute 3.600 deutsche Studierende (1⁄5), in Psychologie ist der Anteil 45 %. In Graz hingegen blieb der Run aus (unter 4 % deutsche Neuanfänger). Insgesamt blieben die inländischen wie ausländischen Zuwächse aber im Trend der letzten Jahre.
Österreich hat bisher keinerlei wirksames Konzept gefunden, mit der stärkeren Nachfrage deutscher Studierender dieses und der folgenden Jahrgänge umzugehen, während in Deutschland im Rahmen des Hochschulpakts massiv Studienplätze ausgebaut wurden – wenn auch nicht in den Studien, die aufgrund der Zugangsbeschränkung für Österreich problematisch sind. Eingeführt wurde in Österreich für 2011/12 eine Voranmeldung, um die Zahl der Immatrikulenten und Belegung der Einführungsvorlesungen zumindest vorausplanen zu können. Wissenschaftsminister Karlheinz Töchterle forderte mehr Kompetenzen für die Universitäten, ihre Aufnahmekapazität auch tatsächlich einhalten zu können.
Die ÖH betonte weiterhin, dass Österreich im OECD- und auch EU-Durchschnitt zu wenig Studienanfänger hat, und nicht Zugangsbeschränkungen, sondern der Ausbau des Hochschulsektors Mittel der Wahl wäre.
Die Situation ist unvermindert herausfordernd: Per Wintersemester 2011/12 stellte sich – mit einem Fünftel ausländischer Studierender insgesamt (etwa 81.600 von 360.500, 22,6 %) – die österreichische Studierendenpopulation primär als Zielgebiet der Deutschen, sowie der EU-Mitglieder, -Kandidaten und -Assoziierten Ost- und Südosteuropas dar, sowie Italien, mit knapp 80 % Südtirolern (ca. 6000; Relation Österreicher/Südtiroler zu anderen Ausländern 21,0 %): Deutschland weiterhin weitaus führend (mit 38 % der Ausländer / 8,5 % aller Studierenden), Italien (mit 10 %/2 %, ohne Südtiroler 2 %/0,4 %), gefolgt von Türkei (5 %/0,9 %), Bosnien und Herzegowina (4 %/0,7 %), und Ländern wie Kroatien, Serbien, Ungarn, Bulgarien, Rumänien, Polen (je 2 %/um 0,4 %).
2013 erreichte der Deutschenanteil der Studierenden die 10-%-Marke. 2012 lag Österreich zwar am Spitzenplatz der deutschen Studienanfänger, aber gleichauf mit der Schweiz nur auf Platz drei der deutschen Absolventen im Ausland, hinter den Niederlanden und Großbritannien mit je etwa doppelt so hoher Anzahl. Als Grund wurde gesehen, dass in Österreich besonders viele Deutsche ihr Studium abbrechen. Englische Universitäten mit ihrem guten Ruf, die Niederlande mit der Sprachhürde und die Schweiz mit den Studiengebühren ziehen wohl vermehrt Studenten mit ernsthaften Absichten an, Österreich hingegen „scheint oft nur die Notlösung zu sein“. Favorisierte Studien waren 2013 Rechts-, Wirtschafts- und Sozialwissenschaften (42,8 Prozent), dahinter Sprach- und Kulturwissenschaften bzw. Sport (13,5 Prozent) sowie Humanmedizin/Gesundheitswissenschaften (11,4 Prozent). Bis 2013 waren auch ein Viertel aller gut 2000 Professuren mit Deutschen besetzt, neben Netzwerkbildung auch wegen zunehmend mangelndem einheimischen Nachwuchs.
Mit Wintersemester 2012/13 wurden an mehreren der großen Universitäten, darunter Uni Wien, WU Wien, TU Graz, Uni Graz, Uni Innsbruck Uni Linz – nicht aber Uni Salzburg – Universitäts-autonome Studiengebühren eingeführt (weiter im Rahmen der 363,36 Euro/Sem.). Diese Gebühren wurden im Sommer 2013 vom Verfassungsgerichtshof als verfassungswidrig aufgehoben.

### Schweiz
Das Bildungssystem in der Schweiz ist, trotz der kantonalen Eigenständigkeiten, sehr überschaubar strukturiert und bietet für Schweizer Schüler aus nahezu jeder Schulform den Wechsel in die Hochschulbildung an. An allen Schweizer Hochschulen sind Studiengebühren zu bezahlen.
Von den 36 Schweizer Universitäten und Fachhochschulen, durchwegs von hohem Ansehen und bestens ausgestattet, sind nur etwas mehr als die Hälfte primär deutschsprachig, und Destination der deutschen Bildungsmigration.
Insgesamt studierten 1997 erst 12.400 internationale Studenten, 2003 etwa 22.000, 2009 schon etwa 30.000 an schweizerischen Hochschulen (22 % der gut 130.000 Studierenden insgesamt).
Die Schweiz liegt seit mehreren Jahren auf Platz vier der Zielländer der Deutschen, mit etwas über 10 % Anteil an den deutschen Auslandsstudierenden (2007: 10,7 % bzw. 11.005 Studenten), doch sind die Absolutzahlen wie in allen anderen Staaten steigend: 2008 waren es schon 12'388 Studenten, eine Steigerung von 12,6 Prozent zum Vorjahr. Favorisierte Fachgebiete waren dabei Wirtschaftswissenschaften (22,3 %), Mathematik und Naturwissenschaften (18,2 %) sowie Ingenieurwissenschaften (13 %).
2008 wurde daher speziell für deutsche Studenten der – in der EU untersagte – Numerus clausus nach Herkunftsland eingeführt, die Regelung wurde von der Rektorenkonferenz der Schweizer Universitäten CRUS für 2011/12 schweizweit vereinheitlicht: Deutsche Studenten müssen – über sonstige Zugangsbeschränkungen hinaus – prinzipiell einen Nachweis über einen Studienplatznachweis in ihrem Heimatland erbringen, wobei die Universität Zürich und die Universität Bern einen Abiturnotendurchschnitt von 2,0, die übrigen Universitäten der Schweiz 2,5 voraussetzen.
Als nachteilig für manche Kantone erweist sich das Schweizer kantonalpartnerschaftliche Lastenausgleichssystem. Da die Studiengebühren den Aufwand weitaus nicht decken, trägt für Schweizer Studenten der Heimatkanton (und analog das assoziierte Liechtenstein) den Großteil der Kosten. In der interkantonalen Bildungsmobilität gleichen die Heimatkantone den Hochschultragenden die Bildungskosten mit zwischen 8000 und 40.000 Franken je nach Standort und Studiengang ab (Prinzip des mitwandernden Geldes). Das entfällt bei ausländischen Studenten, dadurch entstehen den vom bundesdeutschen Bildungsmigrationsdruck betroffenen Kantonen zunehmend große Budgetlücken, die nur teilweise vom Bund gedeckt sind. Im Besonderen betrifft das Zürich mit der Universität Zürich und der ETH, aber auch Sankt Gallen mit der Universität St. Gallen und die Kantone Aargau, Basel-Stadt, Basellandschaft und Solothurn mit der FH Nordwest.
Bis 2010 betrug die Studiengebühr kantonal zwischen 425 (Neuenburg) und 1040 (St. Gallen) Franken pro Semester (ca. 400–1000 Euro). Um auf den vorauszusehenden Massenandrang mit 2011/12 auch in der Schweiz reagieren zu können (die ETH hatte schon 2010 den Zustrom als „nicht mehr steuerbar“ bezeichnet), wurden die Gebühren für Ausländer teils drastisch angehoben (so von 653 auf 994 Euro an der Universität Zürich, von 969 auf 1770 Euro in St. Gallen) – für Schweizer Studierende bleiben die Sätze gleich.
Schon Mitte der 2000er-Jahre gab es in der Schweiz eine sozialpolitische Diskussion um die Zunahme von deutschen Staatsbürgern als Dozenten und Professoren in der Schweiz, die sich auf andere Führungspositionen wie auch auf den Sektor der Medizin ausweitete.
In dieser Zeit wurden Deutschenschwemme und Lohndumping (da auch Deutschland von der Schweiz aus gesehen ein Billiglohnland ist) zu politischen Schlagbegriffen.
Trotzdem wurde im Februar 2009 das Votum zu Erweiterung und Fortführung des freien Personenverkehrs mit der EU (Personenfreizügigkeit) überraschend deutlich mit 60 % Ja-Stimmen vom Schweizer Stimmvolk angenommen.

### Niederlande
Die Niederlande sind in den 2000er-Jahren die Vorzugsdestination der Bildungsmigration aus dem Nachbarland Deutschland gewesen. Im Unterschied zu Österreich und der Schweiz bewirbt man aber deutsche Studenten explizit. Dort beträgt die Studiengebühr (Stand 2011/12) 1538 Euro im Jahr, dafür werden kleine Lerngruppen, ein guter Betreuungsschlüssel und eine gute Ausstattung geboten. In den Niederlanden ist Bildungsflucht im eigentlichen Sinne auch kein wirkliches Problem, dort bleiben die Hälfte aller deutschen Studenten auch nach Abschluss ansässig.

### Ungarn
Auch in Ungarn bewirbt man deutsche Studenten intensiv, hier werden sogar zahlreiche spezialisierte deutschsprachige Studiengänge angeboten, etwa Internationales Unternehmensrecht, Elektrotechnik, Bauwesen und BWL, und zahlreiche medizinische Fächer – letztere nehmen einen gewichtigen Anteil deutscher Studenten in Ungarn ein. Das hat dort vorwendezeitliche Tradition, und wurde schon 1983 zwecks Devisenbeschaffung eingeführt, eine medizinische Ausbildung in Ungarn kann sich heute auf bis zu 80.000 Euro belaufen. Die Semmelweis-Universität Budapest hat 2008 sogar eine Filiale in Hamburg eröffnet, die – den Numerus clausus umgehend – Studienplätze in Deutschland anbietet.